# Gerbrand Bakker
Gerbrand Bakker (Wieringerwaar, Països Baixos, 1962) és un escriptor neerlandès. Va guanyar el Premi IMPAC el 2010 per la novel·la Boven is het stil, traduïda al català per Maria Rosich com A dalt tot està tranquil, novel·la per la qual també va guanyar el Premi Llibreter l'any 2012. El 2013 va obtenir el premi Independent Foreign Fiction per la seva obra De omweg, traduïda al català com a Deu oques blanques, també per Maria Rosich.
És filòleg, jardiner i instructor de patinatge sobre gel a l'hivern. Abans de dedicar-se a l'escriptura va treballar traduint obres de l'anglès al neerlandès i subtitulant documentals de natura, i també sèries de televisió. Les seves obres han estat traduïdes a més de vint idiomes i han obtingut un gran ressò internacional.

## Biografia
El 2002 Bakker estava d'excursió per les muntanyes, de vacances a Còrsega, quan va pensar en la literatura per primera vegada. Va pensar en la història del fill que podria «fer-li alguna cosa terrible al seu pare» però va quedar «frustrat» quan la idea no progressava, fins que un dia va començar a escriure de forma aleatòria. Boven is het stil va ser publicat per primera vegada el 2006 i la traducció a l'anglès, The Twin, el va seguir el 2008. Es va traduir al català el 2012 amb el títol A dalt tot està tranquil.
Diverses biblioteques d'Amsterdam, La Haia, Utrecht i Eindhoven van nominar The Twin (Boven is het stil, en l'original; en català A dalt tot està tranquil) per al Premi IMPAC. Bakker va rebre el premi a Dublín el 17 de juny de 2010. Va optar per no allargar el discurs i en el seu lloc va posar la cançó "Waar is de zon?" ("On és el sol?"), la cançó participant pels Països Baixos al Festival de la Cançó d'Eurovisió 1994 (que en aquell any se celebrava a Dublín). Va ser la tercera vegada consecutiva que l'obra d'un novell guanyava el premi, succeint a Man Gone Down i a De Niro s Game. Bakker va parlar de la necessitat de "descansar per una estona" quan li van anunciar que era el guanyador i va dir "és meravellós". David Colmer, que va traduir el llibre des de l'original holandès a l'anglès, va rebre 25.000 € (dels 100.000 € del total del premi) pel seu treball. Bakker atribueix a Colmer que l'ajudés "a adonar-se que el meu era realment un llibre, i que jo sóc un escriptor". En aquell moment ell planejava comprar amb els diners del premi un cavall gris holandès, ja que "simplement adoro aquestes grans bèsties". A The Irish times, la crítica literària, Eileen Battersby, va dir que la victòria de Bakker era "significativa a diversos nivells", fent notar que dos grans novel·les xineses ni tan sols havien avançat en la llista.
Boven is het stil va ser la primera obra de Bakker per a adults. Entre els seus altres treballs hi ha un diccionari per a nens i la novel·la juvenil Pear Trees Bloom White.
La seva segona novel·la, Juni, va gaudir de molt èxit a Alemanya i va ser ràpidament succeïda per la seva obra Deu oques blanques (títol original, De Omweg), que va rebre grans ressenyes i opinions de la premsa, llibreters i lectors.
Gerbrand Bakker també escriu columnes d'opinió per a una revista holandesa i co-escriu un programa de televisió per a nens anomenat Ted and Ed. També és coeditor del Diccionari etimològic de l'holandès, que serà publicat en quatre o cinc volums per l'Amsterdam University Press.

## Obres publicades
- 2022: De kapperszoon, Editorial Cossee
- 2011: Gras, om languit op te liggen, Editorial Cossee
- 2011: Populierensap, Editorial Areopagus
- 2010: De Omweg, Editorial Cossee
- 2009: Juni, Editorial Cossee, ISBN 905936256X
- 2009: Ezel, schaap en tureluur: dierendagboek, Editorial Cossee
- 2007: Perenbomen bloeien wit, Editorial Cosse
- 2006: Boven is het stil, Editorial Cossee (The Twin)
- 2006: WAB: Woordenboek voor de Aankomende Brugklasser, Editorial Godoy
- 2006: Junior etymologisch woordenboek, Editorial Olga Kinderboeken
- 1999: Perenbomen bloeien wit, Editorial Cossee
- 1998: Het tweede etymologisch woordenboek voor beginners, of Hoe het karretje carrière maakte, Editorial Piramide
- 1997: Etymologisch woordenboek voor beginners, of Hoe het mannetje mannequin werd, Editorial Piramide

Traduccions al català
- A dalt tot està tranquil (Boven is het stil), traducció de Maria Rosich. Barcelona: Raig Verd, 2012 (ISBN 9788415539032).
- Deu oques blanques (De Omweg), traducció de Maria Rosich. Barcelona: Raig Verd, 2013 (ISBN 9788415539643)
- Les pereres fan la flor blanca (Perenbomen bloeien wit), traducció de Maria Rosich. Barcelona: Raig Verd, 2015 (ISBN 978-84-943854-0-7)
- Juny (Juni), traducció de Maria Rosich. Barcelona: Raig Verd, 2019 (ISBN 978-84-16689-87-3)
- El fill del perruquer (De kapperszoon), traducció de Maria Rosich. Barcelona: Raig Verd, 2022 (ISBN 978-84-19206-78-7)